# نیکا نوئل
نیکا نوئل (انگلیسی: Nica Noelle؛ زاده ۱۴ ژوئن ۱۹۷۶) بازیگر پورنوگرافی اهل ایالات متحده آمریکا است.